# 谷村新司
谷村 新司（たにむら しんじ、1948年〈昭和23年〉12月11日 - 2023年〈令和5年〉10月8日）は、日本のシンガーソングライター、タレント、作詞家、作曲家、大学教授。アリスのリーダー。大阪府大阪市住之江区（当時は住吉区）の出身で、同南河内郡長野町（現・河内長野市）生まれの同大阪市東住吉区桑津育ち。愛称はチンペイ。
3人兄姉の次男（兄1人、姉1人）。娘は歌手の谷村詩織。

## 生涯

### アリス結成前
両親が第二次世界大戦の最中に大阪府南河内郡長野町（現・河内長野市）の長野温泉で親族が営んでいた旅館に疎開していたことから、大戦後の1948年に同町内で出生。3歳まで生活した後に、大阪市東住吉区へ転居した。
大阪市立桑津小学校、大阪市立東住吉中学校、大阪府立大和川高等学校（現：大阪府教育センター附属高等学校）卒業。桃山学院大学中退。 少年時代は肥満体型で、「ブタ」と渾名されコンプレックスを感じていた。母親は長唄の三味線を、姉は6歳から地唄舞をずっと続けていた。谷村自身、歌を褒められることが多く、歌うこと自体は好きであったというが、かといって音楽の授業が好きなわけでもなかった。本人によれば、特に音楽に関心は無かったが、女にモテるためにはバンドを組んでリーダーをやらなければと思い、高校1年生の時にギターを購入して練習を始めたという。
高校在学中に同級生の山本峰幸と、友人のガールフレンドの妹で声楽をやっていた3歳年下の島津ちづ子の3人でバンド「ロック・キャンディーズ」を結成する。谷村が19歳のときに森の宮の厚生年金ホールで初めてのコンサートを行う。1967年4月に桃山学院大学に入学し、ゴルフ部に入るが、ロック・キャンディーズの活動が忙しくなってきたことなどからゴルフは1年で辞める。
ロック・キャンディーズは大阪と神戸で絶大な人気を誇り、神戸のアマチュア・バンド・サークル「ポート・ジュビリー」の看板グループとなった。1968年9月、シングル『どこかに幸せが』で東芝レコードよりデビュー。1971年には唯一のアルバム『讃美歌』を発表している。
1970年、大阪万博の会場で、後にアリスの所属事務所「ヤングジャパン」社長となる細川健と知り合う。細川の音頭取りで実行したアメリカ・コンサート・ツアーで「ロック・キャンディーズ」や「ザ・フォーク・クルセダーズ」らと共に参加していたソウル・バンド「ブラウン・ライス」のドラマー矢沢透と知り合い意気投合。帰国したら一緒にグループを組もうと約束する。このとき谷村の頭の中には、新グループ「アリス」の構想ができつつあった。このアメリカ・ツアー中にレッド・ツェッペリンのステージを観る機会があり、ジミー・ペイジの独特のギター・プレイに圧倒されたという。同じく訪米中にジャニス・ジョプリンのライブを観る機会にも恵まれ、「当時彼女の生演奏に触れることのできた数少ない日本人として幸運」と谷村本人が語っている。
帰国した谷村は、アマチュア・ロック・バンド「フーリッシュ・ブラザーズ・フット」のボーカル堀内孝雄をアリスに勧誘。堀内は「ポート・ジュビリー」で、既に谷村とは知り合いだった。

### アリス結成～活動期
1971年12月25日、谷村、堀内の2名で「アリス」結成。桑名正博の実家の蔵で練習を重ねる。
1972年3月5日、シングル『走っておいで恋人よ』でデビュー。同年5月5日、矢沢が正式に合流し、現在のアリスとなった。2ギター&ボーカル、1パーカッションという特異な編成とブルース色の強い演奏については、リッチー・ヘブンスの影響を少なからず受けているとのことである。
デビュー当初はヒット曲もなく、鳴かず飛ばずであった。1000人収容のホールに20人しか入らず舞台の上でお客と車座になって歌ったこともあるほど。所属事務所ヤングジャパンは、何とか打開策を見出そうと、ソウルミュージックの帝王ジェームス・ブラウンを初来日させるが、当時の日本ではマイナーなアーティストだったこともあって、来日公演は不入り。逆の意味で“伝説のライブ”となり、ヤングジャパンは、莫大な借金を背負った。
この際、2700人を収容できる大阪のフェスティバルホールに観客が約200人しか集まらなかった。ライブを盛り上げるため観客席でスタッフらと共に歓声を上げていた谷村は、ジェームス・ブラウンのライブでは恒例のマントショーの最中、舞台袖にいた舞台監督に「もうだめだ、やりたくない」と両手でⅹサインを出しているジェームス・ブラウンの姿が見えたという。
借金返済のためグアムへのクルージング・ツアーを企画するが、これもまた成功には至らず借金をこじらせる結果となる。挙句は帰国途中に谷村が当事者となったコレラ騒動までもが起こった（後にコレラでないと判明するまで船底に一時隔離されていた）。谷村の著書での回想によれば当時人気絶頂だったガロが同行したがスケジュールの都合で途中で帰国。困った谷村達は懸命にアリスで盛り上げようとした。
アリスは、地道なライブ活動（1974年には年間303ステージという記録が残っている）と1975年の『今はもうだれも』のヒットを契機に、『冬の稲妻』、『涙の誓い』、『ジョニーの子守唄』、『チャンピオン』、『狂った果実』等のヒット曲を連発する。

### グループ・ソロ兼業時代
アリスの活動と並行して、ソロ活動も開始。コンサート活動はなかった（アダモとのジョイント・コンサートを除く）ものの、1975年のアルバム『蜩（ひぐらし）』を皮切りに、ソロ名義でのアルバムやシングル制作、他の歌手への楽曲提供を精力的に行う。
1977年、ブティック店員であった妻・孝子と結婚。妻はのちに谷村の個人事務所社長となり、マネジメント業務全般を任されることになる。
1978年、山口百恵に提供した山口24枚目シングル『いい日旅立ち』は、チャート最高位3位、100万枚の売上を記録し、山口のシングル歴代全作品の中では、首位の『横須賀ストーリー』に次ぐ2番目のセールス数を記録した。同曲は2006年、文化庁と日本PTA全国協議会選定の『日本の歌百選』にも選出された。
だが借金返済のため、がむしゃらに活動していたことが祟り、同年過労で緊急入院。メニエール病を発症する。3ヶ月の療養ののち復帰し、8月末には『アリス武道館ライヴ '78～栄光への脱出～ 』を成功させた。同公演は日本人アーティストとして初めての3日間公演として、一時代を築いた。
アリスとは異なる壮大なスケールを背負った歌謡曲は、1979年のファーストソロシングル『陽はまた昇る』を経て、1980年の2ndシングル『昴 -すばる-』で一定の完成をみる。『昴』は、累計売上67.6万枚・オリコン週間ランキング最高2位を記録し、ソロ最大のヒット曲となった。1981年にはシングル『群青』が東宝映画『連合艦隊』の主題歌となる。
同年8月23日、北京・工人体育館にて日中共同コンサート『ハンド・イン・ハンド北京』開催。中国におけるロック・ポップス系コンサートとしては、前年10月23日・24日に工人文化宮で開催された『第一回中日友好音楽祭』に出演したゴダイゴに次ぐものだが、単独公演としてはアリスが初めてであった。
同年11月、アリス活動停止。

### アリス活動停止以降
1982年、シングル『スーパースター-MY SUPERSTAR-』、アルバム『JADE-翡翠-』をリリースして、本格的にソロ活動をスタート。1983年の『EMBLEM』、1984年の『抱擁』『刺-とげ-』など、1980年代は年に1-2枚のハイペースでアルバムを発表。いずれもアルバム毎に明確なコンセプトをもった意欲作である。またその間1983年の『22歳』や、翌1984年も小川知子とのデュエット曲『忘れていいの-愛の幕切れ-』のシングル曲をそれぞれヒットさせている。
毎年のコンサート・ツアーとは別に、さだまさし、北島三郎、郷ひろみらとジョイント・コンサートも実施。1983年からはニューミュージック系アーティストでは初のディナーショーもスタート。また親友である チョー・ヨンピル、アラン・タムと共に、アジアのミュージシャンを集めたイベント『PAX MUSICA』をスタート。1984年の後楽園球場での公演を皮切りに、年に1回アジア各地で開催され、現在も続いている。ちなみに1985年、映画『サンダーアーム/龍兄虎弟』撮影中に瀕死の重傷を負ったジャッキー・チェンが、復活した姿を初めて聴衆の前に現したのも、香港コロシアムでのPAX MUSICA公演のステージ上であった。
1986年、完成したばかりの東京・青山劇場で1ヶ月のロングラン・リサイタル『CORAZON』を開催。この青山劇場公演は年末の恒例行事となり、2002年の『LA STRADA VI -宝石心-』まで続いた。
1987年、アリスとしての活動を再開。シングル『BURAI』、アルバム『ALICE X』をリリースし健在をアピール。ただし、この時はコンサート・ツアーは行わず、数本のテレビ番組出演をするにとどまった。その後アリスは再び長い活動休止期間に入る。
1988年、ロンドン交響楽団と共演した大作アルバム『獅子と薔薇』を発表。1989年の『輪舞-ロンド-』（国立パリ・オペラ・オーケストラと共演）、1990年の『Price of Love』（ウィーン交響楽団プロジェクトと共演）と合わせ、「ヨーロッパ三部作」を完成させる。1995年のアルバム『I・T・A・N』ではプロデューサーにフィル・ラモーンとジャック・エリオットを起用するなど、80年代後半から90年代前半にかけては欧米のミュージシャン、プロデューサーとの仕事が多かった。
1989年12月、父・新蔵が死去。『第40回NHK紅白歌合戦』（NHK総合・ラジオ第1）で『陽はまた昇る』を追悼曲として歌唱。
1992年11月16日、加山雄三と連名でシングル『サライ』を発表。日本テレビ『24時間テレビ 「愛は地球を救う」』のテーマソングとして使用され、現在でも番組を代表する曲として歌い継がれている。
1993年1月、NHK大河ドラマ『琉球の風』主題歌である『 階（きざはし）』をリリース。同年、阿久悠作詞・谷村作曲『今ありて』が、同年第65回センバツ高校野球大会より、3代目大会歌として起用された。
1996年、世界初の商業用DVDソフトであるライブDVD『シンジ ラ ムニタ』を発表。このことは、2008年9月3日に放送されたテレビ番組『森田一義アワー 笑っていいとも!』の水曜コーナー『クイズ!メイクダウト』でも取り上げられた。
1997年、フジテレビ系列『ボキャブラ天国』シリーズにてタモリが司会の座を退いたことから、谷村がヒロミと共に、新MCに就任。『新ボキャブラ天国』、『黄金ボキャブラ天国』、『家族そろってボキャブラ天国』の3シリーズ・1年半にわたり活動。当時はバラエティ番組の司会として活躍していた。
1999年、テレビアニメ『∀ガンダム』エンディングテーマである『AURA』をリリース。谷村は1981年に『機動戦士ガンダム』劇場3部作第1部のテーマソングであった、やしきたかじんによる『砂の十字架』の作詞作曲を手がけていたこともあり、谷村の死去の際は、多くのガンダムファンからもその死を悼まれた。

### 2000年代以降
2000年、インディーズ・レーベルmama's & papa'sを立ち上げた。リリースしたシングルは『ハーヴェスト』1曲のみであった。
同年末の『第51回NHK紅白歌合戦』（NHK総合・ラジオ第1）でアリスの活動を再開。2001年、1月17日の神戸国際会館でのコンサートを皮切りに、14年ぶりのアルバム『ALICE 0001』のリリース、全国ツアーと活躍。
2002年、アルバム『半空 NAKAZORA』を発表。坂崎幸之助や鈴木康博といった旧友に混じって、元MR. BIGのギタリストポール・ギルバートが参加。
2004年、帯状疱疹を発症する。「（発症は）何かのサインである」との直感から、人生をリセットし、ステップアップするために5年間、様々なテーマについて独学で学び続けた。また、不可思議で強烈なインスピレーション体験から書き下ろされた『昴』の歌詞・メロディなどの謎を紐解くため、次第に独自の形而上学的思索にも没頭してゆく。
2005年、日本国際博覧会「愛・地球博」NHKテーマソング『ココロツタエ』を作詞・作曲。歌：夏川りみ。
2005年、『第56回NHK紅白歌合戦』（NHK総合・ラジオ第1）に、アリスとして2度目の出場を果たす。
2006年、avex ioに移籍、6年ぶりのシングル『風の暦』をリリース。同年より寺社仏閣を会場としたライブイベント『ネイチャーライブ』を開始。
2007年3月、生涯学習カルチャープログラム、トーク&ライブキャラバン『ココロの学校』をスタート。以降同プロジェクトをライフワークとしていた。
2007年4月18日、『半空 NAKAZORA』以来5年ぶりのオリジナル・アルバム『オリオン13』を発売。NHKの番組『にっぽん 心の仏像』に出演した。番組のテーマ曲は本人の歌『カノン』。『オリオン13』に収録されてある『ココロツタエ』には作曲・編曲共千住明によるソロバージョン。
2007年7月8日、平城遷都1300年記念祭テーマソング『ムジカ』（歌・作詞・作曲＝谷村新司）
2007年9月19日、『夢人〜ユメジン〜』のシングルをリリース。
2008年3月19日、選抜高等学校野球大会の大会歌『今ありて』のシングルをリリース。
2008年12月10日、『十三夜／マカリイ』のシングルをリリース。『マカリイ』は、『昴』の曲に対するアンサーソング。
2012年2月18日、『風の子守唄〜あしたの君へ〜』のシングルをリリース。『メシアふたたび』（阪神・淡路大震災）に次ぐ東日本大震災で2作品目となる支援団体への印税全額寄贈物。
2017年、母校桃山学院大学にて、同校日本人初の名誉博士学位を授与。
2021年2月、コロナ禍に伴い、公式動画『タニムラテレビ（タニテレ）』の配信を開始。
2023年3月、急性腸炎のため東京都内の病院に入院。6月よりアリスの全国ツアーを控えていたが、ドクターストップにより中止。6月、予定していた公演もすべて中止を決断し、療養に専念すると発表。
復帰に向けて療養を続けていたが、同年10月8日に病気のため死去。74歳没（享年74）。葬儀は15日に近親者のみで営まれ、死去は16日に公表された。戒名は「天昴院音薫法樂日新居士」（てんぼういんおんくんほうらくにっしんこじ）。12月11日には、1983年に初めてディナーショーを開催したグランドプリンスホテル新高輪にてお別れの会が執り行われ、各著名人やファンらおよそ2000人が駆けつけた。

## 人物・エピソード

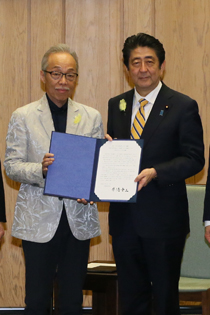
2017年、安倍晋三（当時前内閣総理大臣（故人））と

愛称のチンペイは野末陳平と顔が似ているからとも、シンジ→チンジ→チンペイと変化したからとも言われている。谷村本人によれば、高校時代から下ネタを話すのが好きで、それを周りが当時ラジオ番組で下ネタを話していた野末になぞらえたことで、気がつくとこの愛称になっていたと語っている。
南ベトナムのグエン・カオ・キ元副大統領に顔が似ているとしても知られている。顔の2大特徴のうち、後退気味の額は初期アリス時代からで当時は、キャップを被ることが多かった。さだまさしは、自身と谷村と松山千春を「フォーク界御三毛（ごさんけ）」と呼んだことがある。
トレードマークの口髭は1980年代に入ってから蓄えている。
『セイ!ヤング』（文化放送）は最初ピンで、のちにばんばひろふみの共演で火曜日を担当していたがピン時代からの名物コーナー「天才・秀才・バカ」は現在のテレビでは放送不可能な下ネタのオンパレードで、これが元で現在でも「谷村＝スケベ」というイメージで見られている。また当時の女優鳥居恵子との噂がリスナーの中で広がったが、本人は「自分が一方的にファンなだけ。鳥居さんには迷惑なこと」と完全否定した。しかし数年後実は付き合っていたと告白した。谷村の浮いた噂は後にも先にもこれ一つである。
1980年代まではビニ本の収集家でもあり、一説には5000冊ものコレクションを保有していたという。上京したばかりの頃、在京の友人に新宿・歌舞伎町のビニ本屋に連れて行かれたところ、その店の店長と意気投合し、いつの間にか店番を任されるまでになったほどで、店の不良在庫を引き取ったりしているうちに数が増えていった。アリスの日本武道館ライブ終了後にも、いつものようにその店に行き店番をしていたところライブに来ていたファンが来店し、店番をしていた谷村と遭遇して「僕たちの感動を返してください!」と激昂されたというエピソードもある（ちなみに谷村は「これも一つのハンド・イン・ハンドや」と切り返したとのこと）。ある時、あまりにも増えたコレクションの扱いに困った谷村は、200冊ほどをジャパン・アクション・クラブ（JAC）の合宿所に寄贈したところ、当時JAC所属だった真田広之らから大変感謝されたという。
175R、GACKT、TRICERATOPS、ゆず、水樹奈々ら若手アーティストとも積極的に交流を行っていた。また、デーモン閣下が谷村のコンサートにゲスト出演したこともある。ちなみにデーモン閣下とは、歌舞伎町のとある風俗店に谷村が通い詰めていた際に、聖飢魔IIのデビュー前である（世を忍ぶ仮の姿の）閣下がその風俗店の受付をしていたというつながりもある。また、1993年のコンサート『THE MAN』のバックバンドの中には、元爆風スランプのベーシスト江川ほーじんがいた。
アメリカのロックバンドのザ・ベンチャーズとは、プライベートでも交流がある。
曹洞宗の檀家でもある。2007年5月15日、16日にはさいたまスーパーアリーナで開かれた、梅花流創立55周年記念奉讃大会の清興に出演。
2009年、2010年には社会を明るくする運動の広報ポスターに写っている。
仕事を休業する決意をした矢先に上海からの誘いがあり、仕事を受けたとライブMCで述べた。
2001年の『第52回NHK紅白歌合戦』（NHK総合・ラジオ第1）出演時、本番中舞台袖の布をカーテンとしたスペースで着替えをしていた紅組司会の有働由美子（当時NHKアナウンサー）に対し、「うどちゃん頑張ってね」と布をめくって着替えを覗いた。着替えに集中していた有働は「ありがとうございます」と普通に返したが、その時はTバックの下着以外一糸纏わぬ姿だったという。
2017年、68歳で自動車の運転免許を取得した。
JRのテーマソングに携わることも多く、東海道・山陽新幹線の車内チャイムにも使われている『いい日旅立ち』、1992年よりJR西日本のキャンペーンCMにて使用され、関西エリアにて高い人気を誇る『三都物語』、2015年に開業した北陸新幹線金沢PRソングであり、北陸新幹線と特急サンダーバードの車内チャイムとして使用される『北陸ロマン』などは特に親しまれている。
帯状疱疹を患った2年後の57歳の頃、インターネットであらためて昴（プレアデス星団）について検索していたところ、｢プレアデスからのメッセージ｣という珍奇なホームページがヒットし、アクセスすると莫大なテキストが羅列されたページの最下部に、｢我々からのメッセージは全てこの歌詞に込められています｣という文言が記されていた。そこには谷村の『昴』の歌詞が掲載されており、谷村は思わず鳥肌を立てた。だが翌朝、ブックマークしたはずの同サイトはサーバーごと全削除されており、二度とアクセスすることは出来なくなったという神秘体験を経験している。その2年後、プレアデス星団からの｢これからダイレクトですよ｣という謎の問いかけをきっかけに、谷村はプレアデス星団と自由に交信していたという。
いわゆる詞先・曲先と言われるシンガーソングライターの楽曲制作法において、歌詞とメロディが同時に降りる珍しいタイプのアーティストであった。また、それと同時に閃く原風景のイメージもあったという

### 中華人民共和国における人気・交流
1981年にアリスが参画した「ハンド・イン・ハンド北京」公演は、李力や王勇ら多くの若手中国人ミュージシャンに影響を与え、中国にポップスが根付く礎となった。また、同年ソロになった谷村が、本格的にアジアに目を向けた活動を始めるきっかけにもなった。
それ以来谷村は、同国と親睦を深め、『昴』『花』『浪漫鉄道』などおよそ50曲が、テレサ・テン、レスリー・チャン、張学友らにより中国語カバー化したことで、有名曲となっている。なかでも『昴』について、駐日大使の呉江浩は「中国で日本語のできる人口は105万人です。この105万人のうち、『昴』が歌えない人はほとんどいません。また『昴』の中国語版は日本語のできない人でも歌えます。絶大な影響力。」と発言している。
2003年には中国国内にて大流行した伝染病・SARS撲滅支援コンサートを催し、収益の一部を寄贈した。
2004年には、上海音楽学院から招聘され、日本人初の同校音楽工程学科名誉教授および中日音楽文化研究センター顧問を兼任し、人材育成に携わった。就任当時は｢かみ合わない部分が多い」と煩悶しながらも、｢頑張ります。音楽で両国民をつなげていくんだ」と呉に語っていた。同年には、中国人歌手・毛寧のアルバム『我』のプロデュースにも携わった。
2007年には、当時中国国務院総理の温家宝の訪日に伴い、安倍晋三（当時内閣総理大臣）主催の歓迎会にて「昴」を披露した。この時の状況について呉は「終わった時に、みんな魅了されて、拍手を忘れて、本当に静かに感じました」と語っている。同年、南京芸術学院の名誉客員教授に就任。
2010年4月30日には、上海国際博覧会開幕式にて『昴』を披露した。国内外から訪れた著名歌手・芸術団体のなかで、谷村のステージは中国国民から特に高い賞賛を浴びた。
2023年12月、谷村の急逝に伴い催されたお別れの会には、中国外相の王毅からも哀悼の意が送られた。

## NHK紅白歌合戦出場歴
- ソロとして通算16回出場し、白組トリおよび大トリを一度務めている。この他にも、2000年、2005年、2009年はアリスとして出場している。

| 年度   | 放送回 | 回 | 曲目                  | 出演順 | 対戦相手            | 備考        |
| ------ | ------ | -- | --------------------- | ------ | ------------------- | ----------- |
| 1987年 | 第38回 | 初 | 昴 -すばる-           | 19/20  | 由紀さおり          | トリ前      |
| 1988年 | 第39回 | 2  | 群青                  | 19/20  | 五輪真弓            | トリ前（2） |
| 1989年 | 第40回 | 3  | 陽はまた昇る          | 19/20  | 和田アキ子          | トリ前（3） |
| 1990年 | 第41回 | 4  | いい日旅立ち          | 28/29  | 石川さゆり          | トリ前（4） |
| 1991年 | 第42回 | 5  | 昴 -すばる-（2回目）  | 28/28  | 和田アキ子（2）     | 大トリ      |
| 1992年 | 第43回 | 6  | 三都物語              | 24/28  | 都はるみ            |             |
| 1993年 | 第44回 | 7  | 階（きざはし）        | 24/26  | 和田アキ子 （3）    |             |
| 1994年 | 第45回 | 8  | 昴 -すばる-（3回目）  | 23/25  | キム・ヨンジャ      |             |
| 1995年 | 第46回 | 9  | 君のそばにいる        | 13/25  | 藤あや子            |             |
| 1996年 | 第47回 | 10 | 愛に帰りたい          | 22/25  | 藤あや子 （2）      |             |
| 1997年 | 第48回 | 11 | 櫻守                  | 21/25  | 坂本冬美            |             |
| 1998年 | 第49回 | 12 | チャンピオン          | 20/25  | 長山洋子            |             |
| 1999年 | 第50回 | 13 | 昴 -すばる-（4回目）  | 25/27  | 石川さゆり（2）     |             |
| 2001年 | 第52回 | 14 | 陽はまた昇る（2回目） | 23/28  | キム・ヨンジャ（2） |             |
| 2002年 | 第53回 | 15 | 昴 -すばる-（5回目）  | 23/27  | 中島みゆき          |             |
| 2003年 | 第54回 | 16 | いい日旅立ち・西へ    | 12/30  | 華原朋美            |             |

## ディスコグラフィ

### シングル

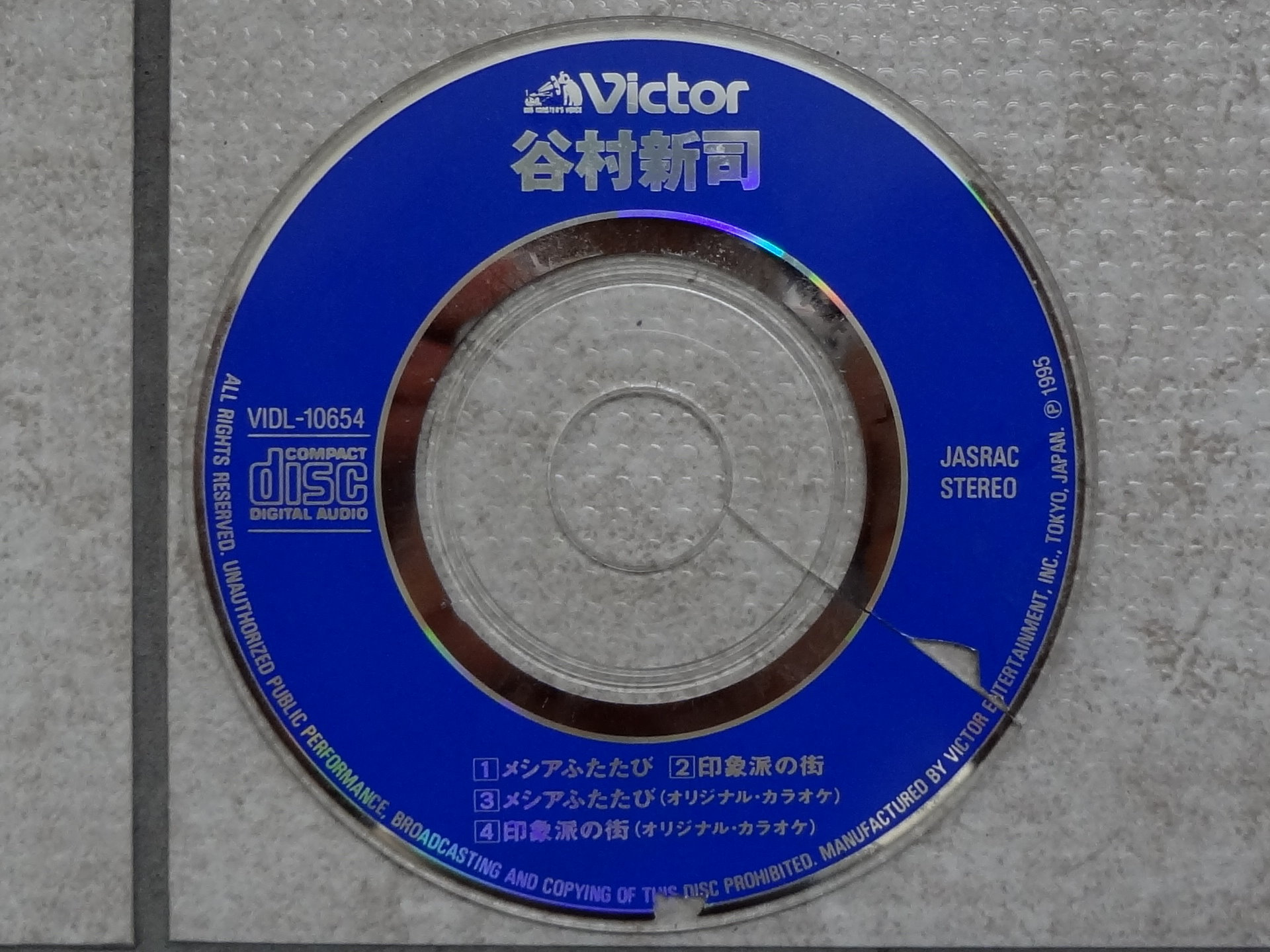
メシアふたたび / 印象派の街

| #                          | 発売日         | タイトル                                                        | c/w                                                                         |
| 東芝EMI                    | 東芝EMI        | 東芝EMI                                                         | 東芝EMI                                                                     |
| -------------------------- | -------------- | --------------------------------------------------------------- | --------------------------------------------------------------------------- |
| 1st                        | 1979年6月5日   | 陽はまた昇る                                                    | LEFT ALONE                                                                  |
| POLYSTAR                   |                |                                                                 |                                                                             |
| 2nd                        | 1980年4月1日   | 昴 -すばる-                                                     | What love is                                                                |
| 3rd                        | 1981年3月5日   | 天狼                                                            | ライザ -LIZA-                                                               |
| 4th                        | 1981年7月5日   | 群青                                                            | 愛                                                                          |
| 5th                        | 1981年8月5日   | 青年の樹                                                        | 冬の雁                                                                      |
| 6th                        | 1981年12月20日 | 風は激しく                                                      | Ruah Daembey Avey                                                           |
| 7th                        | 1982年5月25日  | スーパースター -MY SUPERSTAR-                                   | ファイアフライ                                                              |
| 8th                        | 1983年5月1日   | 小さな肩に雨が降る                                              | 夢の世代                                                                    |
| 9th                        | 1983年10月1日  | 22歳                                                            | ガラスの17歳                                                                |
| 10th                       | 1984年6月10日  | 誕生日 -ありふれた黄昏の街にて-                                 | 愛の伝説                                                                    |
| 11th                       | 1984年9月5日   | 青春残酷物語                                                    | ガラスの風鈴                                                                |
| 12th                       | 1984年11月21日 | 夜顔                                                            | 夜顔 -オリジナルカラオケ-                                                   |
| 13th                       | 1985年3月10日  | 愛の誓い -Give it all today-                                    | 儚きは                                                                      |
| 14th                       | 1985年7月1日   | 12番街のキャロル                                                | マラソンマン                                                                |
| 15th                       | 1985年7月1日   | 刑事                                                            | マイ・ボーイ                                                                |
| 16th                       | 1985年10月10日 | 浪漫鉄道＜途上篇＞                                              | 浪漫鉄道＜蹉跌篇＞                                                          |
| 17th                       | 1986年1月25日  | 祇園祭                                                          | いい日旅立ち                                                                |
| 18th                       | 1986年6月25日  | 幸福 -しあわせ-                                                 | 遠くで汽笛を聞きながら（新録音）                                            |
| 19th                       | 1987年10月25日 | 今のままでいい                                                  | うたかた -泡沫-                                                             |
| 20th                       | 1988年3月25日  | Far away                                                        | Tomorrow Part2                                                              |
| 21st                       | 1988年9月18日  | 英雄                                                            | 青い薔薇                                                                    |
| 22nd                       | 1989年3月11日  | 青い薔薇 -BLUE ROSES-                                           | 秋のソナタ                                                                  |
| 23rd                       | 1989年10月5日  | 男と女に戻る時                                                  | アデュー巴里                                                                |
| 24th                       | 1989年12月21日 | 都に雨の降るごとく                                              | 追憶                                                                        |
| 25th                       | 1990年9月8日   | DREAMS COME TRUE                                                | ダンディズム                                                                |
| 26th                       | 1991年6月25日  | 夏の二週間                                                      | 歳月（さいげつ）                                                            |
| 27th                       | 1991年10月1日  | 君を忘れない                                                    | 渚にて                                                                      |
| 28th                       | 1992年6月25日  | 三都物語                                                        | こころ前線                                                                  |
| 29th                       | 1993年1月25日  | 階 -きざはし-                                                   | バサラ                                                                      |
| 30th                       | 1993年10月1日  | ラストニュース -THE MANのテーマ-                                | 感じる時間                                                                  |
| 31st                       | 1994年7月6日   | アゲインスト                                                    | 英雄                                                                        |
| ビクターエンタテインメント |                |                                                                 |                                                                             |
| 32nd                       | 1995年5月24日  | メシアふたたび                                                  | 印象派の街                                                                  |
| ポニーキャニオン           |                |                                                                 |                                                                             |
| 33rd                       | 1995年11月20日 | 君のそばにいる                                                  | 悲しみの器                                                                  |
| 34th                       | 1996年10月18日 | 愛に帰りたい                                                    | 愛に帰りたい（オリジナルカラオケ）                                          |
| 35th                       | 1997年8月6日   | 櫻守                                                            | 悲願花                                                                      |
| 36th                       | 1998年10月21日 | 心の駅                                                          | セピア                                                                      |
| 37th                       | 1999年5月19日  | AURA                                                            | AURA（オリジナルカラオケ）                                                  |
| mama's & papa's            |                |                                                                 |                                                                             |
| 38th                       | 2000年         | ハーヴェスト（日生劇場 ザ・シンガー 特別限定盤）                | ハーヴェスト (INSTRUMENTAL VERSION)                                         |
| 38th                       | 2000年11月8日  | ハーヴェスト                                                    | 三都物語 -ミレニアムバージョン-                                             |
| 38th                       | 2000年11月8日  | ハーヴェスト                                                    | 鍵を持つヒト                                                                |
| avex io                    |                |                                                                 |                                                                             |
| 39th                       | 2006年9月13日  | 風の暦                                                          | いい日旅立ち・西へ                                                          |
| 39th                       | 2006年9月13日  | 風の暦                                                          | 三都物語                                                                    |
| 39th                       | 2006年9月13日  | 風の暦                                                          | いい日旅立ち                                                                |
| 40th                       | 2007年9月19日  | 夢人〜ユメジン〜                                                | カノン                                                                      |
| 40th                       | 2007年9月19日  | 夢人〜ユメジン〜                                                | ココロノジカン                                                              |
| 40th                       | 2007年9月19日  | 夢人〜ユメジン〜                                                | 勇気のカタチ 〜私を変えてくれたあなたへ〜（ヴォーカル：加山雄三・谷村新司） |
| POLYSTAR                   |                |                                                                 |                                                                             |
| 41st                       | 2008年3月19日  | いい日旅立ち                                                    | いい日旅立ち（インストゥルメンタル）                                        |
| avex io                    |                |                                                                 |                                                                             |
| 42nd                       | 2008年3月19日  | 今ありて                                                        | 今ありて（カラオケ）                                                        |
| 43rd                       | 2008年6月4日   | ツバメ                                                          | Slow Train                                                                  |
| 44th                       | 2008年8月27日  | ロード・ソング                                                  | 風のメロディー                                                              |
| 45th                       | 2008年12月10日 | 十三夜                                                          | マカリイ                                                                    |
| 46th                       | 2009年2月4日   | 桜は桜                                                          | 夢になりたい                                                                |
| 47th                       | 2009年7月8日   | ムジカ                                                          | 童歌 ナラうた                                                               |
| DAO                        |                |                                                                 |                                                                             |
| 48th                       | 2012年7月18日  | はじまりの物語/伴奏                                             | いい日旅立ち（親子の絆ver.）                                                |
| VAP                        |                |                                                                 |                                                                             |
| 49th                       | 2014年6月4日   | Shinji Tanimura Selection THE SINGER・春 〜サクラサク〜         | サクラサク（カラオケ）                                                      |
| 50th                       | 2014年8月15日  | Shinji Tanimura Selection THE SINGER・夏 〜やくそくの樹の下で〜 | やくそくの樹の下で（カラオケ）                                              |
| 51st                       | 2014年10月22日 | Shinji Tanimura Selection THE SINGER・秋 〜風の時代〜           | 風の時代（カラオケ）                                                        |
| 52nd                       | 2015年1月21日  | Shinji Tanimura Selection THE SINGER・冬 〜夢路〜               | 夢路（カラオケ）                                                            |
| ユニバーサルミュージック   |                |                                                                 |                                                                             |
| 53rd                       | 2017年10月4日  | 嗚呼/Keep On!                                                   | 三都物語                                                                    |

### デュエットシングル
| 名義                | 発売日         | タイトル                                      | c/w                                                                       | 発売元                   |
| ------------------- | -------------- | --------------------------------------------- | ------------------------------------------------------------------------- | ------------------------ |
| 小川知子・谷村新司  | 1984年2月25日  | 忘れていいの-愛の幕切れ-                      | 愛すれど心さびしく                                                        | POLYSTAR                 |
| 奥田瑛二・谷村新司  | 1986年11月10日 | クラシック -CLASSIC-                          | オールド・タイム                                                          | POLYSTAR                 |
| 加山雄三・谷村新司  | 1992年11月16日 | サライ                                        | サライ 〜オリジナルカラオケ〜                                             | ファンハウス             |
| 谷村新司×石井竜也   | 2012年2月8日   | 風の子守歌 〜あしたの君へ〜                   | 風の子守歌 〜あしたの君へ〜（カラオケ with 石井竜也）                     | avex io                  |
| 谷村新司×石井竜也   | 2012年2月8日   | 風の子守歌 〜あしたの君へ〜                   | 風の子守歌 〜あしたの君へ〜（カラオケ with 谷村新司）                     | avex io                  |
| 谷村新司×仲間由紀恵 | 2015年9月16日  | 北陸ロマン 〜プレミアムデュエットバージョン〜 | 北陸ロマン 〜プレミアムデュエットバージョン〜（カラオケ with 仲間由紀恵） | ユニバーサルミュージック |
| 谷村新司×仲間由紀恵 | 2015年9月16日  | 北陸ロマン 〜プレミアムデュエットバージョン〜 | 北陸ロマン 〜プレミアムデュエットバージョン〜（カラオケ with 谷村新司）   | ユニバーサルミュージック |
| 谷村新司×Kalafina   | 2016年3月16日  | アルシラの星                                  | アルシラの星（カラオケ with Kalafina）                                    | ユニバーサルミュージック |
| 谷村新司×Kalafina   | 2016年3月16日  | アルシラの星                                  | アルシラの星（カラオケ with 谷村新司）                                    | ユニバーサルミュージック |

### アルバム

#### オリジナル・アルバム
| 枚               | 発売日         | タイトル                             |
| 東芝EMI          | 東芝EMI        | 東芝EMI                              |
| ---------------- | -------------- | ------------------------------------ |
| 1st              | 1974年11月5日  | 蜩                                   |
| 2nd              | 1975年12月20日 | 海猫                                 |
| 3rd              | 1976年12月20日 | 引き潮                               |
| 4th              | 1977年12月1日  | 黒い鷲                               |
| 5th              | 1979年4月20日  | 喝采                                 |
| POLYSTAR         |                |                                      |
| 6th              | 1980年4月25日  | 昴 -すばる-                          |
| 7th              | 1981年5月5日   | 海を渡る蝶                           |
| 8th              | 1982年6月5日   | JADE-翡翠-                           |
| 9th              | 1982年12月20日 | 父と子                               |
| 10th             | 1983年5月25日  | EMBLEM                               |
| 11th             | 1984年1月21日  | 抱擁 -SATIN ROSE-                    |
| 12th             | 1984年10月5日  | 棘-とげ-                             |
| 13th             | 1985年7月1日   | 人間交差点-ヒューマン・スクランブル- |
| 14th             | 1985年11月25日 | 伽羅                                 |
| 15th             | 1986年12月11日 | OLD TIME                             |
| 16th             | 1987年10月25日 | 今のままでいい                       |
| 17th             | 1988年9月18日  | 獅子と薔薇                           |
| 18th             | 1989年10月5日  | 輪舞-ロンド-                         |
| 19th             | 1990年9月8日   | Price of Love                        |
| 20th             | 1991年10月1日  | 君を忘れない                         |
| 21st             | 1992年9月2日   | 三都物語                             |
| 22nd             | 1993年4月16日  | バサラ                               |
| ポニーキャニオン |                |                                      |
| 23rd             | 1995年11月20日 | I・T・A・N                           |
| 24th             | 1997年12月3日  | 生成 KINARI                          |
| 25th             | 1998年11月18日 | ラバン                               |
| mama's & papa's  |                |                                      |
| 26th             | 2002年1月12日  | 半空 NAKAZORA                        |
| avex io          |                |                                      |
| 27th             | 2007年4月18日  | オリオン13                           |
| 28th             | 2009年3月11日  | マカリイ                             |
| 29th             | 2010年6月2日   | 音標 〜Voice to Voice〜              |
| DAO              |                |                                      |
| 30th             | 2012年9月19日  | NINE                                 |
| VAP              |                |                                      |
| 31st             | 2015年4月22日  | NIHON 〜ハレバレ〜                   |

#### セルフカバー・アルバム
| 枚                       | 発売日         | タイトル                        |
| POLYSTAR                 | POLYSTAR       | POLYSTAR                        |
| ------------------------ | -------------- | ------------------------------- |
| 1st                      | 1986年6月25日  | 素描-Dessin-                    |
| 2nd                      | 1991年11月25日 | Best Requst-                    |
| ポニーキャニオン         |                |                                 |
| 3rd                      | 1997年3月5日   | 21世紀 BEST OF THE RED 1972→'81 |
| 4th                      | 1997年3月5日   | 21世紀 BEST OF THE BLUE 1982→   |
| ユニバーサルミュージック |                |                                 |
| 5th                      | 2020年8月26日  | 谷村文学選2020 ～グレイス～     |

#### カバー・アルバム
| 枚                       | 発売日                   | タイトル                                                       |
| ユニバーサルミュージック | ユニバーサルミュージック | ユニバーサルミュージック                                       |
| ------------------------ | ------------------------ | -------------------------------------------------------------- |
| 1st                      | 2016年3月30日            | DREAM SONGS I[2014-2015]地球劇場 〜100年後の君に聴かせたい歌〜 |

#### ベスト・アルバム
| 枚                       | 発売日         | タイトル                                                      |
| POLYSTAR                 | POLYSTAR       | POLYSTAR                                                      |
| ------------------------ | -------------- | ------------------------------------------------------------- |
| 1st                      | 1984年6月10日  | ALONE TOGETHER                                                |
| 東芝EMI                  |                |                                                               |
| 2nd                      | 1988年1月25日  | ニュー・ベストナウ70                                          |
| POLYSTAR                 |                |                                                               |
| 3rd                      | 1989年2月1日   | BEST OF BEST                                                  |
| 東芝EMI                  |                |                                                               |
| 4th                      | 1989年8月2日   | BIG ARTIST BEST COLLECTION 谷村新司                           |
| POLYSTAR                 |                |                                                               |
| 5th                      | 1990年12月1日  | ONE AND ONLY                                                  |
| 6th                      | 1992年12月26日 | サライ                                                        |
| 7th                      | 1993年10月25日 | THE MAN / SHINJI TANIMURA BEST SELECTION                      |
| 8th                      | 1995年8月25日  | シングルA面コレクション                                       |
| 9th                      | 1995年8月25日  | シングルB面コレクション                                       |
| 10th                     | 1996年6月26日  | ベスト〜別離と旅立ち〜                                        |
| 11th                     | 1996年11月25日 | ニュー・ベスト                                                |
| 東芝EMI                  |                |                                                               |
| 12th                     | 1996年12月4日  | TWIN BEST                                                     |
| 13th                     | 1997年9月26日  | ザ・ベスト・セレクション 〜昴-すばる-・いい日旅立ち〜         |
| 14th                     | 1999年6月30日  | TREASURE COLLECTION                                           |
| ユニバーサルミュージック |                |                                                               |
| 15th                     | 2003年12月3日  | アリガトウ                                                    |
| プライエイド             |                |                                                               |
| 16th                     | 2005年3月2日   | リマスタリングコレクション・ベスト                            |
| 東芝EMI                  |                |                                                               |
| 17th                     | 2005年8月24日  | NEW BEST                                                      |
| POLYSTAR                 |                |                                                               |
| 18th                     | 2008年3月26日  | Best Collection〜いい日旅立ち〜                               |
| 19th                     | 2009年5月20日  | オリジナル・アルバム セレクション                             |
| avex io                  |                |                                                               |
| 20th                     | 2012年1月25日  | Shinji Tanimura with PIANO MY NOTE                            |
| ユニバーサルミュージック |                |                                                               |
| 21st                     | 2016年11月2日  | 谷村新司・ザ・ベスト 〜陽はまた昇る〜                         |
| 22nd                     | 2017年4月5日   | STANDARD〜呼吸〜                                              |
| 23rd                     | 2018年6月6日   | ステージ・セレクション・アルバム「EARLY TIMES」〜38年目の昴〜 |

#### ライブ・アルバム
| 枚                       | 発売日        | タイトル                                                 |
| POLYSTAR                 | POLYSTAR      | POLYSTAR                                                 |
| ------------------------ | ------------- | -------------------------------------------------------- |
| 1st                      | 1990年5月4日  | 谷村新司リサイタル'89 CORAZON IV                         |
| mama's & papa's          |               |                                                          |
| 2nd                      | 2000年3月1日  | HISTORY AT AOYAMA THEATRE                                |
| avex io                  |               |                                                          |
| 3rd                      | 2008年3月19日 | 音帰し リクエストライヴ・アルバム〜Theゲネプロ〜         |
| 4th                      | 2011年5月11日 | 今 伝えたい                                              |
| ユニバーサルミュージック |               |                                                          |
| 5th                      | 2022年6月29日 | SHINJI TANIMURA RECITAL 2022「THE SINGER」～夢のその先～ |

#### 企画アルバム
| 枚       | 発売日        | タイトル                                         |
| POLYSTAR | POLYSTAR      | POLYSTAR                                         |
| -------- | ------------- | ------------------------------------------------ |
| 1st      | 1992年9月26日 | 還ってきたセイヤング〜天才・秀才・バカシリーズ〜 |

#### CD BOX
| 枚       | 発売日         | タイトル       |
| POLYSTAR | POLYSTAR       | POLYSTAR       |
| -------- | -------------- | -------------- |
| 1st      | 1993年12月22日 | 谷村新司大全集 |
| 東芝EMI  |                |                |
| 2nd      | 2002年12月1日  | The Chronicles |

### タイアップ曲
| 楽曲                                          | タイアップ                                                             | 時期   |
| --------------------------------------------- | ---------------------------------------------------------------------- | ------ |
| 陽はまた昇る                                  | フジテレビ系テレビドラマ『陽はまた昇る』主題歌                         | 1979年 |
| 昴 -すばる-                                   | ニッカウヰスキー『スーパーニッカ』CMソング                             | 1980年 |
| 天狼                                          | ニッカウヰスキー『スーパーニッカ』CMソング                             | 1981年 |
| 群青                                          | 東宝映画『連合艦隊』主題歌                                             | 1981年 |
| 青年の樹                                      | TBS系ドラマ『野々村病院物語』主題歌                                    | 1981年 |
| 風は激しく                                    | カンボジア難民救済チャリティソング                                     | 1981年 |
| 小さな肩に雨が降る                            | TBS系ドラマ『オサラバ坂に陽が昇る』主題歌                              | 1983年 |
| 青春残酷物語                                  | 東宝映画『海に降る雪』主題歌                                           | 1984年 |
| 愛の誓い -Give it all today-                  | ナショナル ルームエアコン『楽園』イメージソング                        | 1985年 |
| 浪漫鉄道 <途上篇>                             | ナショナル ルームエアコン『楽園』イメージソング                        | 1985年 |
| 幸福 -しあわせ-                               | 住友生命CFソング                                                       | 1986年 |
| 幸福 -しあわせ-                               | 橋田壽賀子作 NHK大河ドラマ『いのち』イメージ・ソング                   | 1986年 |
| うたかた -泡沫-                               | 読売テレビ・日本テレビ系 朝の連続ドラマ『おさと』主題歌                | 1987年 |
| Tomorrow Part2                                | 住友生命CFソング                                                       | 1988年 |
| 都に雨の降るごとく                            | TBS系テレビ『源義経』主題歌                                            | 1990年 |
| DREAMS COME TRUE                              | UNESCOアンコール遺跡救済キャンペーンソング                             | 1990年 |
| ダンディズム                                  | ニッカ『ザ・ブレンド』CMソング                                         | 1990年 |
| 夏の二週間                                    | 東京電力CMソング                                                       | 1991年 |
| 歳月（さいげつ）                              | 東京電力TVCM『バヂャー家シリーズ』イメージソング                       | 1991年 |
| 三都物語                                      | JR西日本『三都物語』CMソング                                           | 1992年 |
| こころ前線                                    | テレビ朝日系『誘われて二人旅』オープニングテーマ                       | 1992年 |
| サライ                                        | 日本テレビ系『24時間テレビ』テーマソング                               | 1992年 |
| 階 -きざはし-                                 | NHK大河ドラマ『琉球の風』主題歌                                        | 1993年 |
| 感じる時間                                    | よみうりテレビ系『谷村新司のテレビ裸の王様』エンディングテーマ         | 1993年 |
| アゲインスト                                  | テレビ朝日系『全英オープン』に捧げる歌                                 | 1994年 |
| メシアふたたび                                | 阪神・淡路大震災チャリティーソング                                     | 1995年 |
| 君のそばにいる                                | AJINOMOTO 95・新「ほんだし」CMテーマソング                             | 1995年 |
| 愛に帰りたい                                  | NEC PC-98 CMソング                                                     | 1996年 |
| 櫻守                                          | テレビ朝日系ドラマ『藤沢周平の用心棒日月抄』主題歌                     | 1997年 |
| 悲願花                                        | テレビ朝日系ドラマ『藤沢周平の用心棒日月抄』挿入歌                     | 1997年 |
| 心の駅                                        | フジテレビ系『コレって変ですか〜!?』エンディングテーマ                 | 1998年 |
| AURA                                          | フジテレビ系アニメ『∀ガンダム』エンディングテーマ                      | 1999年 |
| ハーヴェスト                                  | トヨタ自動車TVCFイメージソング                                         | 2000年 |
| ハーヴェスト                                  | テレビ朝日系『人生の楽園』主題歌                                       | 2000年 |
| 鍵を持つヒト                                  | フジテレビ系『マルコポーロの子供達』主題歌                             | 2000年 |
| 風の暦                                        | JR西日本『DISCOVER WEST』CMソング                                      | 2006年 |
| 夢人〜ユメジン〜                              | NHK『みんなのうた』8月・9月のうた                                      | 2007年 |
| カノン                                        | NHK『にっぽん 心の仏像』イメージソング                                 | 2007年 |
| ココロノジカン                                | テレビ東京系『田舎に泊まろう!』エンディングテーマ                      | 2007年 |
| 勇気のカタチ 〜私を変えてくれたあなたへ〜     | 日本テレビ系『24時間テレビ30』チャリティーソング                       | 2007年 |
| いい日旅立ち                                  | ソフトバンクモバイル CMソング                                          | 2008年 |
| 今ありて                                      | 選抜高等学校野球大会大会歌                                             | 2008年 |
| ツバメ                                        | 日本テレビ系『ぶらり途中下車の旅』エンディングテーマ                   | 2008年 |
| Slow Train                                    | テレビ東京系「お茶の間の真実〜もしかして私だけ!?〜」エンディングテーマ | 2008年 |
| ロード・ソング                                | 日本テレビ系『ぶらり途中下車の旅』エンディングテーマ                   | 2008年 |
| 風のメロディー                                | 財務省『個人向け国債』CMソング                                         | 2008年 |
| 十三夜                                        | 日本テレビ系『ぶらり途中下車の旅』エンディングテーマ                   | 2008年 |
| 桜は桜                                        | 日本テレビ系『ぶらり途中下車の旅』エンディングテーマ                   | 2009年 |
| 夢になりたい                                  | 角川映画『旭山動物園物語 ペンギンが空をとぶ』主題歌                    | 2009年 |
| ムジカ                                        | 平城遷都1300年祭公式テーマソング                                       | 2009年 |
| はじまりの物語                                | 神々の国しまね公式メッセージソング                                     | 2012年 |
| サクラサク                                    | BS日テレ『地球劇場 〜100年後の君に聴かせたい歌〜』テーマソング         | 2014年 |
| やくそくの樹の下で                            | BS日テレ『地球劇場 〜100年後の君に聴かせたい歌〜』テーマソング         | 2014年 |
| 風の時代                                      | BS日テレ『地球劇場 〜100年後の君に聴かせたい歌〜』テーマソング         | 2014年 |
| 夢路                                          | BS日テレ『地球劇場 〜100年後の君に聴かせたい歌〜』テーマソング         | 2014年 |
| 北陸ロマン 〜プレミアムデュエットバージョン〜 | JR西日本 北陸新幹線キャンペーンソング                                  | 2015年 |
| アルシラの星                                  | BS日テレ15周年記念楽曲                                                 | 2016年 |

### 他アーティストへの提供曲
| アーティスト         | タイトル                     | 作詞             | 作曲     | 収録作品（初出のみ）                              | 備考 / タイアップ                                         |
| -------------------- | ---------------------------- | ---------------- | -------- | ------------------------------------------------- | --------------------------------------------------------- |
| 梓みちよ             | 信天翁                       | 谷村新司         | 谷村新司 | シングル「信天翁」                                |                                                           |
| 梓みちよ             | ミッドナイト・ブルー         | 谷村新司         | 谷村新司 | シングル「信天翁」                                |                                                           |
| 天海祐希             | 風のシャムロック             | 谷村新司         | 谷村新司 | シングル「風のシャムロック」                      | 宝塚月組公演『エールの残照』主題歌                        |
| 岡本麻弥             | 鳥になる                     | 谷村新司         | 谷村新司 | シングル「APOLLO」                                | アニメ『大草原の小さな天使 ブッシュベイビー』エンディング |
| 鬼束ちひろ           | いい日旅立ち・西へ           | 谷村新司         | 谷村新司 | シングル「いい日旅立ち・西へ」                    | JR西日本『DISCOVER WEST』キャンペーンソング               |
| オユンナ             | 花                           | 谷村新司         | 谷村新司 | シングル「花」                                    |                                                           |
| オユンナ             | 初恋                         | 谷村新司         | 谷村新司 | シングル「初恋」                                  |                                                           |
| 柏原芳恵             | 花梨                         | 谷村新司         | 谷村新司 | シングル「花梨」                                  |                                                           |
| 柏原芳恵             | スノーバード                 | 谷村新司         | 谷村新司 | シングル「花梨」                                  |                                                           |
| 岸田智史             | 蒼い旅                       | 谷村新司         | 岸田智史 | シングル「蒼い旅」                                |                                                           |
| 研ナオコ             | 悲しい女                     | 谷村新司         | 谷村新司 | シングル「悲しい女」                              |                                                           |
| 研ナオコ             | 綺麗になりたい               | 谷村新司         | 谷村新司 | シングル「悲しい女」                              |                                                           |
| 小林旭               | 昭和恋唄                     | 阿久悠           | 谷村新司 | シングル「昭和恋唄」                              |                                                           |
| 佐藤隆               | 12番街のキャロル             | 谷村新司         | 佐藤隆   | シングル「12番街のキャロル」                      | 大阪ガス CMソング                                         |
| 沢靖英               | APOLLO                       | 谷村新司         | 谷村新司 | シングル「APOLLO」                                | アニメ『大草原の小さな天使 ブッシュベイビー』オープニング |
| ジャッキー・チュン   | 刹那愛                       | 谷村新司         | 谷村新司 | アルバム『過敏世界』                              |                                                           |
| シルヴィア           | 愛のキャラバン               | 谷村新司         | 谷村新司 | シングル「愛のキャラバン」                        |                                                           |
| シルヴィア           | あの日のライムライト         | 谷村新司         | 谷村新司 | シングル「愛のキャラバン」                        |                                                           |
| 高田みづえ           | ガラスの花                   | 谷村新司         | 谷村新司 | シングル「ガラスの花」                            |                                                           |
| 高田みづえ           | 通りすぎた風                 | 横須賀恵         | 谷村新司 | シングル「通りすぎた風」                          |                                                           |
| 夏川りみ             | ココロツタエ                 | 谷村新司         | 谷村新司 | シングル「ココロツタエ」                          | NHK『愛・地球博』関連番組テーマソング                     |
| 中森明菜             | 感傷紀行                     | 谷村新司         | 谷村新司 | アルバム『NEW AKINA エトランゼ』                  |                                                           |
| 中森明菜             | 覚悟の秋                     | 谷村新司         | 谷村新司 | アルバム『NEW AKINA エトランゼ』                  |                                                           |
| 松浦亜弥             | 風信子                       | 谷村新司         | 谷村新司 | シングル「風信子」                                |                                                           |
| 松浦亜弥             | 逢いたくて                   | 谷村新司         | 谷村新司 | シングル「風信子」                                |                                                           |
| 森進一               | 悲しみの器                   | 谷村新司         | 谷村新司 | シングル「悲しみの器」                            |                                                           |
| 森進一               | Golden Days（黄金の日々）    | 谷村新司         | 谷村新司 | シングル「悲しみの器」                            |                                                           |
| やしきたかじん       | 砂の十字架                   | 谷村新司         | 谷村新司 | シングル「砂の十字架」                            | 映画『機動戦士ガンダム』主題歌                            |
| 八代亜紀             | 哀歌-エレジー-               | 谷村新司         | 谷村新司 | シングル「哀歌-エレジー-」                        |                                                           |
| 八代亜紀             | ボンボヤージ                 | 谷村新司         | 谷村新司 | シングル「哀歌-エレジー-」                        |                                                           |
| 山口百恵             | サンタマリアの熱い風         | 谷村新司         | 谷村新司 | アルバム『ドラマチック』                          |                                                           |
| 山口百恵             | ラスト・ソング               | 谷村新司         | 谷村新司 | アルバム『ドラマチック』                          |                                                           |
| 山口百恵             | いい日旅立ち                 | 谷村新司         | 谷村新司 | シングル「いい日旅立ち」                          |                                                           |
| 山口百恵             | This is my trial（私の試練） | 谷村新司         | 谷村新司 | アルバム『This is my trial』                      |                                                           |
| 山口百恵             | 一恵                         | 谷村新司         | 谷村新司 | シングル「一恵」                                  |                                                           |
| REAL BLOOD           | バラの刺                     | 谷村新司         | 谷村新司 | アルバム『±0』                                    |                                                           |
| ribbon               | 愛のダイアリー               | 谷村新司         | 谷村新司 | アルバム『More Delicious ribbon II』              | バンダイミュージカル『大草原の小さな家』テーマソング      |
| ルー・フィン・チャウ | スター誕生                   | 谷村新司         | 谷村新司 | シングル「スター誕生」                            |                                                           |
| ルー・フィン・チャウ | 燃ゆる瞳                     | 谷村新司         | 谷村新司 | シングル「スター誕生」                            |                                                           |
| レスリー・チャン     | 共同渡過                     | 谷村新司         | 谷村新司 | アルバム『SUMMER ROMANCE』                        |                                                           |
| Milva                | Fammi luce（メシアふたたび） | Maurizio Piccoli | 谷村新司 | アルバム「Fammi luce Milva ha incontrato Shinji」 |                                                           |

## 著書
- 『谷村新司エッセイ集 蜩』（1975年6月、八曜社）NCID BA3378360X
- 『谷村新司エッセイ集 何処へ』（1978年7月、八曜社）NCID BC11335687
- 『谷村新司 詞集』（1981年11月、サンリオ）ASIN B000J7TAXM
- 『シンガー 創作短篇集』（1982年5月、角川文庫）ISBN 978-4041472033
- 『本当の旅は二度目の旅』（1993年10月、講談社）ISBN 978-4062067423
- 『こころに響く言葉』（1996年11月、講談社）ISBN 978-4062084819
- 『谷村新司のふらり流 粋づくし「旅」手引き』（2001年4月、メディアファクトリー）ISBN 978-4840102834
- 『いろはに京都 谷村新司の京都旅ガイド』（2003年3月、メディアファクトリー）ISBN 978-4840107365
- 『ラジオのレシピ - ｢ 純喫茶・谷村新司」セレクト」 （2004年2月、インデックスmook）ISBN 978-4860481209
- 『昴』（2008年12月、ベストセラーズ）ISBN 978-4584131190
- 『階』（2009年7月、角川書店）ISBN 978-4048739689
- 『夢創力。 人間「谷村新司」から何を学ぶのか』（2010年7月、創英社/三省堂書店）ISBN 978-4881421949
- 『谷村新司の不思議すぎる話』（2014年1月、マガジンハウス）ISBN 978-4838726288

## 出演

### バラエティほか
- スターの殿堂 エド・サリバンショー（1992年11月3日、NHK総合） - パイロット版司会
- タビうた（2010年2月25日、NHK総合） - 一青窈と共に冬の瀬戸内海・小豆島等を巡る。
- 谷村新司のショータイム（2011年4月16日 - 2012年2月11日、NHK BSプレミアム）
- ぶらり途中下車の旅「鹿島臨海鉄道編」（2008年6月7日、日本テレビ）、「飯田線編」（2008年8月30日）、「左沢線・仙山線編」（2008年12月13日）、「伊東線・伊豆急行線編」（2009年3月7日） - 旅人
- マガ不思議（1997年10月7日 - 1998年9月30日、TBS） - 司会
- ボキャ天シリーズ（新、黄金、家族そろって）（1997年4月 - 1998年9月、フジテレビ） - 司会
- コレって変ですか〜!?（1998年10月22日 - 1999年3月4日、フジテレビ） - 司会
- 谷村新司のテレビ裸の王様（1993年4月15日 - 9月16日、読売テレビ） - 司会
- 地球劇場 〜100年後の君に聴かせたい歌〜（2014年4月12日 - 2018年3月10日、BS日テレ） - ツタエビト（司会）
- 谷村新司の心花伝～しまなみ・尾道・倉敷をゆく～（2020年3月、BS日テレ）
- タビムラシンジ（2020年3月、BSフジ）

### テレビドラマ
- 木曜ゴールデンドラマ 花も嵐も踏み越えて 西条八十の愛と歌（1980年6月12日、読売テレビ）

### ドキュメンタリー
- BSジャパン開局10周年記念番組 谷村新司 ココロの巡礼 「昴」30年目の真実（2010年9月、BSジャパン）
- NHKスペシャル 病の起源 第4集 心臓病〜高性能ポンプの落とし穴〜（2013年10月27日、NHK総合） - ナビゲーター
- ザ･ヒューマン　谷村新司 ～歌い、伝え続ける～（2022年12月28日、NHK総合）

### ラジオ番組
- ラジオ深夜便 NHK80周年・深夜便15周年スペシャル シンガーソングライターの時代（2005年3月21日、NHKラジオ第1・FM） - ゲストパネリストとして出演
- 角田信朗 〜傾いて候〜 よっしゃあ!（2012年1月、TBSラジオ） - 1月の月間ゲストとして出演
- セイ!ヤング（文化放送）[1]
- ペパーミントストリート 青春大通り火曜日（1978年4月 - 1980年3月、文化放送）- ばんばひろふみと共演
- 青春キャンパス（文化放送）[1]
- セイ!ヤング21 水曜日（2001年10月 - 2002年3月・10月 - 2003年3月、文化放送） - ばんばひろふみと共演
- 純喫茶・谷村新司（文化放送）
- セイ!ヤング・オールナイトニッポン Are you ready? Oh!（2010年11月13日 - 2011年3月19日、文化放送・ニッポン放送） - 泉谷しげると共演
- 谷村新司のほんまか通信（1984年5月 - 1985年9月、ニッポン放送）
- 谷村新司 学問のスルメ（1985年10月 - 1986年3月、ニッポン放送）
- 谷村新司 なんだか若旦那（1986年4月 - 1987年10月、ニッポン放送）[1]
- 谷村新司 まぁるい日曜日（2009年1月4日 - 2012年3月25日、ニッポン放送）
- MBSヤングタウン（MBSラジオ）[1]
- MBSチャチャヤング（MBSラジオ）[1]
- MBS千里丘フェスティバル・ファイナル（2007年7月7日、MBSラジオ）
- 谷村新司のcaféダンディズム（2015年10月 - 2018年9月、JFN系ネット）
- LEGENDS 谷村新司 caféダンディズム（2018年10月 - 、JFN系ネット） - 毎月第二週担当

### CM
- ニッカウヰスキー スーパーニッカ（1980年）
- モーリスギター
- 住友生命
  - 「ニューライフ」
  - 「ザ・ベストファミリー」
- 麒麟麦酒 キリンラガービール（1990年）[43]
- ツムラ 日本の名湯シリーズ（1994年、湯船に浸かりながら、自身のヒット曲である『昴』を熱唱していた）
- JR西日本『三都物語』（CMソングも担当）
- トヨタ自動車 プリウス（初代）
- 日清食品 出前一丁（アニメCMで谷村新司として登場）
- 財務省「個人向け国債」（高橋真梨子と共演、2008年）

## ものまねをする人物
- 岩本恭生
- 大森うたえもん
- いっこく堂
- 木梨憲武（とんねるず）
- 栗田貫一
- コロッケ
- 清水アキラ
- 渋谷哲平
- 山口智充
- 山寺宏一
- 谷村仁司
- ダンシング谷村
- ノブ（ノブ&フッキー）
- みやぞん（ANZEN漫才）

他
その独特な風貌と歌い方（特にソロ）でものまねタレントの格好のネタとなっており、谷村のものまねをする芸人は多い。ただし、非常に落ち着いた歌い方になっているソロになってからの谷村はもちろんのこと、堀内のものまねをするタレントとともに「全盛期のアリス（の谷村）」のものまねもよくされていた。しかし、2009年にアリスが再始動したために「現在のアリス（としての谷村）」のものまねに切り替えたものまねタレントも多い。

## 受賞・表彰
- 2006年：日本赤十字社金色有功章
- 2013年：毎日芸術賞、第63回芸術選奨文部科学大臣賞（大衆芸能部門）[44]
- 2015年：紫綬褒章[45]
- 2021年：安全安心なまちづくり関係功労者表彰[46]
- 2023年：第65回日本レコード大賞特別功労賞[47]
- 2024年：法務省・社会を明るくする運動「名誉フラッグアーティスト」[48]